# 茂木忍
茂木 忍（もぎ しのぶ、1997年〈平成9年〉2月16日 - ）は、日本の元アイドル、YouTuber。女性アイドルグループ・AKB48の元メンバーである。千葉県出身。

## 来歴
物心ついた頃から芸能界に入りたいという思いがあり、AKB48加入前にオーディション情報誌「De☆View」の誌上オーディション『Push!』に登場していたことがある。
その後、AKB48のオーディションを受け3度落選するも、2011年にAKB48 第13期研究生オーディションに合格。
同年12月8日、AKB48劇場で開催された「AKB48 6周年記念公演」で初お披露目される。
2013年8月24日に開催された『真夏のドームツアー〜まだまだやらなきゃいけないことがある〜』の東京ドーム公演3日目において、峯岸みなみをキャプテンとして新発足したチーム4への昇格が発表される。
2015年3月26日、さいたまスーパーアリーナで行われた『AKB48春の単独コンサート〜ジキソー未だ修行中！』において、チームKへの異動が発表される。
同年5月に行われた『2015ヤンマガ専属! AKB48グループ グラビアモデルオーディション』では第1位を獲得した。
5月19日から6月5日にかけて投票が実施された『AKB48 41stシングル 選抜総選挙』では57位で初ランクインし、フューチャーガールズとなる。
2016年2月6日に公開された、『ショートショート フィルムフェスティバル & アジア』とAKB48グループによるコラボ企画『AKB ShortShorts』製作の短編オムニバス映画「9つの窓」の一編『赤い糸』で映画初主演を務める。
同年5月31日から6月18日にかけて投票が実施された『AKB48 45thシングル 選抜総選挙』では47位となり、ネクストガールズとなる。
また、7月5日より個人名義でのツイッターを開始。
9月16日発売の月刊AKB48グループ新聞9月号よりグラビア記事「茂木忍のみんなのハートをもっぎもぎ」の不定期連載がスタート。
2017年5月30日から6月16日にかけて投票が実施された『AKB48 49thシングル 選抜総選挙』で74位となり、アップカミングガールズとなる。
2018年5月29日から6月15日にかけて投票が実施された『AKB48 53rdシングル 世界選抜総選挙』では100位までにランクインできなかったが、8月13日に市川市文化会館で行われた『AKB48グループ感謝祭〜ランク外コンサート〜』において101位であったことが明らかになった。最終獲得票数は14,445票で、100位とはわずか43票の差であった。
2019年3月28日から31日まで新宿村LIVEにて上演された舞台「カーテンコール〜この想い、届け!〜」で舞台初主演を務める。
2020年1月21日に村山彩希、岡田奈々、向井地美音とともにYouTube上に「ゆうなぁもぎおんチャンネル」を開設。
同年11月21日に「ゆうなぁもぎおんチャンネル」の登録者数が10万人を突破した。
2022年10月19日発売のAKB48の60thシングル「久しぶりのリップグロス」で、AKB48グループ当時史上最長となるデビューから10年10か月で初めて表題曲の選抜メンバーに選ばれた。
同年12月8日にAKB48劇場で開催された「AKB48劇場17周年特別記念公演」において『AKB48 Award Member of the Year』の受賞者が発表され、「ベストMC賞」・「ベストムードメーカー賞」・「ベストイメチェン賞」およびMVPにノミネートされたほか、AKB48に関わるスタッフ・関係者が選んだ “2022年最も輝いていたメンバー” を讃える「特別賞」を受賞した。
2023年1月6日、芸能事務所の充sに移籍したことが明らかになった。
2023年8月15日にAKB48劇場で行われた「僕の太陽」公演においてAKB48からの卒業を発表した。
2024年1月19日に行われた卒業公演をもってAKB48を卒業。同年2月29日、自身のSNSにて、芸能事務所を退所し、芸能界を離れることを発表した。
2025年5月6日にAKB48の村山彩希の卒業コンサートでOGとして共演した。

## 人物
- 腕相撲が強い[6]。
- 趣味はメイクと消しゴムはんこ[26]。
- けん玉が得意で、演歌歌手の三山ひろしのYouTubeチャンネル「ミイガンチャンネル」にリモートでゲスト出演し、けん玉検定の5級に認定された[31]。

### AKB48
- AKB48には10期生オーディションから毎回応募を続け、4回目の13期生オーディションで合格した[32]。
- キャッチフレーズは「あなたのハートをもっぎもぎ」で、同じ13期生の篠崎彩奈が考えた。
- 憧れの先輩は7期生の前田亜美。前田は茂木がAKB48に加入する際に、スタッフから「亜美ちゃんを好きな子が入ってくるよ」と聞いて嬉しかったという[33]。
- AKB48の「楽屋番長」の異名がある[34]。

## AKB48での参加楽曲

### シングル選抜楽曲
- 「ギンガムチェック」に収録
  - あの日の風鈴 - 「ウェイティングガールズ」名義
- 「UZA」に収録
  - 大人への道 - 「研究生」名義
- 「永遠プレッシャー」に収録
  - 私たちのReason
- 「So long !」に収録
  - 強い花 - 「研究生」名義
- 「さよならクロール」に収録
  - LOVE修行 - 「研究生」名義
- 「ハート・エレキ」に収録
  - 清純フィロソフィー - 「Team 4」名義
- 「前しか向かねえ」に収録
  - 君の嘘を知っていた - 「Beauty Giraffes」名義
- 「ラブラドール・レトリバー」に収録
  - ハートの脱出ゲーム - 「Team 4」名義
- 「希望的リフレイン」に収録
  - 目を開けたままのファーストキス - 「Team 4」名義
- 「ハロウィン・ナイト」に収録
  - 君にウェディングドレスを… - 「フューチャーガールズ」名義
- 「唇にBe My Baby」に収録
  - マドンナの選択 - 「れなっち総選挙選抜」名義
  - お姉さんの独り言 - 「Team K」名義
- 「翼はいらない」に収録
  - 哀愁のトランペッター - 「Team K」名義
- 「LOVE TRIP/しあわせを分けなさい」に収録
  - 進化してねえじゃん - 「ネクストガールズ」名義
- 「ハイテンション」に収録
  - ハッピーエンド - 「レナッチーズ」名義
- 「願いごとの持ち腐れ」に収録
  - 点滅フェロモン
- 「#好きなんだ」に収録
  - 月の仮面 - 「アップカミングガールズ」名義
- 「Teacher Teacher」に収録
  - 終電の夜 - 「Team K」名義
- 「NO WAY MAN」に収録
  - 耳を塞げ! - 「チームナイスファイト」名義
- 「失恋、ありがとう」に収録
  - また会える日まで
- 「根も葉もRumor」に収録
  - 離れていても
  - ブラックジャガー  - 「First Generation」名義
- 「元カレです」に収録
  - Loss of time - 「Team K」名義
- 久しぶりのリップグロス
- どうしても君が好きだ
- 「アイドルなんかじゃなかったら」に収録
  - 君は僕を覚えてるかな? - 「2nd Campus」名義

### アルバム選抜楽曲
『1830m』に収録
- さくらんぼと孤独 - 「研究生」名義
- 青空よ 寂しくないか? - 「AKB48+SKE48+NMB48+HKT48」名義

『次の足跡』に収録
- チーム坂 - 「Team 4」名義

『ここがロドスだ、ここで跳べ!』に収録
- 涙は後回し -「峯岸Team 4」名義

『0と1の間』に収録
- 愛の使者 - 「Team K」名義

### 未音源化曲

#### AKB48 チームサプライズ名義
パチスロAKB48 勝利の女神公演
- ヘビーローテーション
- AKBフェスティバル

ぱちんこ AKB48-3 誇りの丘公演
- 誇りの丘

### 劇場公演ユニット曲
チーム4 1st Stage「僕の太陽」公演
- 僕とジュリエットとジェットコースター（バックダンサー）

チームK 6th Stage「RESET」
- 檸檬の年頃（前座ガールズ）

AKB48 研究生公演「RESET」
- 明日のためにキスを

AKB48 研究生公演「僕の太陽」
- 僕とジュリエットとジェットコースター（伊豆田莉奈のユニットアンダー）
- ヒグラシノコイ（内山奈月のユニットアンダー）
- 愛しさのdefence（森川彩香のユニットアンダー）
- 向日葵（藤田奈那のユニットアンダー）

梅田チームB ウェイティング公演
- ごめんね ジュエル（バックダンサー）

AKB48 研究生公演「パジャマドライブ」
- 天使のしっぽ（岩立沙穂のユニットアンダー）
- 純情主義（村山彩希のユニットアンダー）
- 鏡の中のジャンヌ・ダルク

AKB48 峯岸チーム4「手をつなぎながら」
- この胸のバーコード

AKB48 峯岸チーム4「アイドルの夜明け」
- 愛しきナターシャ

春風亭小朝「イブはアダムの肋骨」公演
- 禁じられた2人
- 大声ダイヤモンド（アカペラ・ボイスパーカッションver. ベース・ハミング・コーラス担当）

田中将大「僕がここにいる理由」公演
- 友達でいられるなら

AKB48 峯岸チームK「最終ベルが鳴る」
- リターンマッチ
- 22人姉妹の歌

チームA 7th Stage「M.T.に捧ぐ」
- She's gone（白間美瑠のユニットアンダー）
- 負け男（中村麻里子・岩田華怜のユニットアンダー）

外山大輔「ミネルヴァよ、風を起こせ」公演
- 口移しのチョコレート
- 記憶のジレンマ（2nd UNIT）

「サムネイル」公演
- ひび割れた鏡

AKB48 込山チームK「RESET」公演
- 奇跡は間に合わない（山田菜々美のユニットアンダー）
- 心の端のソファー

AKB48 リバイバル公演「僕の太陽」（2021年開始）
- 僕とジュリエットとジェットコースター（湯本亜美のユニットアンダー）
- 向日葵

AKB48 田口チームK「逆上がり」公演
- エンドロール
- 愛の色

## コンサート
- ゆうなぁもぎおんラストパーティー〜【朗報】最後に4人で歌って踊ってみた【感謝】〜（2024年1月8日、山野ホール）[35]

## 出演

### テレビドラマ
- AKB48の歌 第3話・第4話「夕陽を見ているか?」（2022年6月4日・11日、ひかりTVチャンネル） - シノブ 役[36]

### その他のテレビ番組
- 今夜もHAKO-OSHI 秋のアイドル大運動会（2023年9月11日・18日、日本テレビ） - アシスタントMC[37]

### 舞台
- マジすか学園 〜Lost In The SuperMarket〜（2016年7月25日 - 8月5日、赤坂ACTシアター） - ウテナ 役[38]
- リーディングシアター「恋工場」（2016年9月21日、ベルサール渋谷ガーデン Cホール）[39]
- カーテンコール〜この想い、届け!〜（2019年3月28日 - 31日、新宿村LIVE） - 主演 結奈 役[17]
- お茶っぴき（2019年9月18日 - 24日、上野ストアハウス） - 杏 役[40]
- 舞台「マジムリ学園-LOUDNESS-」（2021年8月20日 - 29日、品川プリンスホテル ステラボール） - クロウ 役[41]
- うち劇「ルドベキアの女神たち〜禁じられた生徒会〜」（2021年11月13日、ライブ配信） - 師岡輝美 / 桐生真琴 役[注 2][42][43]
- うち劇「カラオケ探偵 〜ミステリーはパジャマの調べ〜」（2021年12月19日、ライブ配信） - ここあ 役[44]
- 舞台「いわかける！ -Sport Climbing Girls-」（2022年2月17日 - 20日、サンシャイン劇場） - 後藤十三 役[45]

### 映画
- AKB ShortShorts project 9つの窓『赤い糸』（2016年2月6日[注 3]、キャンター / Y&N Brothers） - 主演 藤田あずさ 役[47]
- カーテンコール 〜curtain call〜（2019年11月16日、ミカタ・エンタテインメント） - 主演 結奈 役[48]
- ウルフハンターが行く!アメリカ南北戦争編（2022年8月19日、ユナイテッドエンタテインメント） - メアリー 役[49][50]

### ラジオ
- TOKYO FMサンデースペシャル「ブレインスリープ Presents AKB48 ゆうなぁもぎおん 噂の!週末の夜は最高の睡眠」（2021年8月15日、TOKYO FM）[51]
- アッパレやってまーす!（MBSラジオ）

（2022年3月1日･8日）- 小栗有以（火曜日レギュラー）の代演
（2022年8月3日･10日、2023年3月15日・22日）- 村山彩希（水曜日レギュラー）の代演
- Adam byGMO presents「ゲージュツ爆発チャンネル!」（2023年2月5日 - 26日、TBSラジオ） - マンスリーパーソナリティ[52]

### ネット配信
- マジすか学園5 第3話（2015年8月25日、Hulu） - クノイチ 役

### イベント
- きものサローネin日本橋（2016年10月28日、日本橋三井ホール） - イベントゲスト[53]

### 広報
- 有限会社きゆうぺる 「Armell Kicky (アルメル キキ)」（2015年3月30日 - ） - 公式オンラインストア着用モデル[54]
- 『MADE IN WORLD』×『K-1』コラボレーション（2022年4月） - イメージモデル[55]

## 書籍

### 著書
- 日本一やさしい政治の教科書できました。（2017年7月7日、朝日新聞出版） - 共著：木村草太・津田大介・加藤玲奈・向井地美音[56]

### 写真集
- どこへ行けば会える？（2024年1月30日、大泉書店）[57][58]

### カレンダー
- 卓上 茂木忍 2014年カレンダー（2013年12月6日、ハゴロモ）